# Regiane Bidias
Regiane Fernanda Aparecida Bidias est une joueuse brésilienne de volley-ball née le 2 octobre 1986 à Piracicaba. Elle mesure 1,90 m et joue au poste de réceptionneuse-attaquante. Elle totalise 39 sélections en équipe du Brésil.

## Clubs
| Club                         | De        | À         |
| ---------------------------- | --------- | --------- |
| Clube de Campo de Piracicaba | 2000-2001 | 2003-2004 |
| Rio de Janeiro Volêi Clube   | 2004-2005 | 2016-2017 |
| ŁKS Łódź                     | 2017-2018 | 2018-2019 |
| Perugia Volley               | 2019-2020 | 2019-2020 |
| KS Pałac Bydgoszcz           | 2020-2021 | …         |

## Palmarès

### Équipe nationale
- Grand Prix Mondial
  - Vainqueur : 2009.
- Coupe panaméricaine
  - Finaliste : 2008.
- Jeux Panaméricains
  - Finaliste : 2007.
- Championnat du monde des moins de 20 ans
  - Vainqueur : 2005.
- Championnat d'Amérique du Sud  des moins de 20 ans
  - Vainqueur : 2004.
- Championnat d'Amérique du Sud  des moins de 20 ans
  - Vainqueur : 2002.

### Clubs
- Championnat du monde des clubs
  - Finaliste : 2013, 2017.
- Championnat sud-américain des clubs
  - Vainqueur : 2013, 2015, 2016, 2017.
  - Finaliste : 2009.
- Championnat du Brésil
  - Vainqueur : 2006, 2007, 2008, 2009, 2011, 2013, 2014, 2015, 2016, 2017.
- Coupe du Brésil
  - Vainqueur : 2007, 2016, 2017.
- Supercoupe du Brésil
  - Vainqueur : 2015, 2016.
- Championnat de Pologne
  - Vainqueur : 2019.
  - Finaliste : 2018.
- Coupe de Pologne
  - Finaliste : 2018.

### Distinctions individuelles
- Championnat d'Amérique du Sud féminin de volley-ball des moins de 20 ans 2004: Meilleure serveuse et MVP.